# 住吉村 (徳島県)
住吉村（すみよしそん）は、徳島県にあった村である。

## 地理
- 河川：正法寺川

## 歴史
- 1889年（明治22年）10月1日 - 町村制の施行に伴い、板野郡乙瀬村・笠木村・勝瑞村・住吉村・矢上村の区域をもって住吉村が成立。
- 1950年（昭和25年）3月27日 - 村内に昭和天皇が行幸（昭和天皇の戦後巡幸）。住吉小学校に板野郡奉迎場を設けて天皇を迎えた[1]。
- 1955年（昭和30年）4月29日 - 板野郡藍園村と新設合併し藍住町が発足。同日住吉村廃止。